# Eucalyptus saligna
Eucalyptus saligna är en myrtenväxtart som beskrevs av James Edward Smith. Eucalyptus saligna ingår i släktet Eucalyptus och familjen myrtenväxter. Inga underarter finns listade i Catalogue of Life.

## Bildgalleri

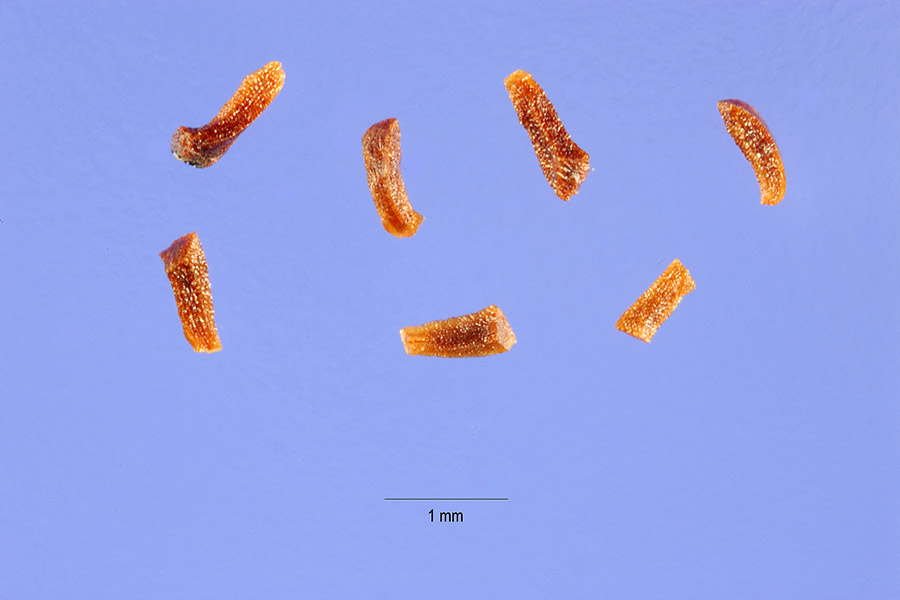
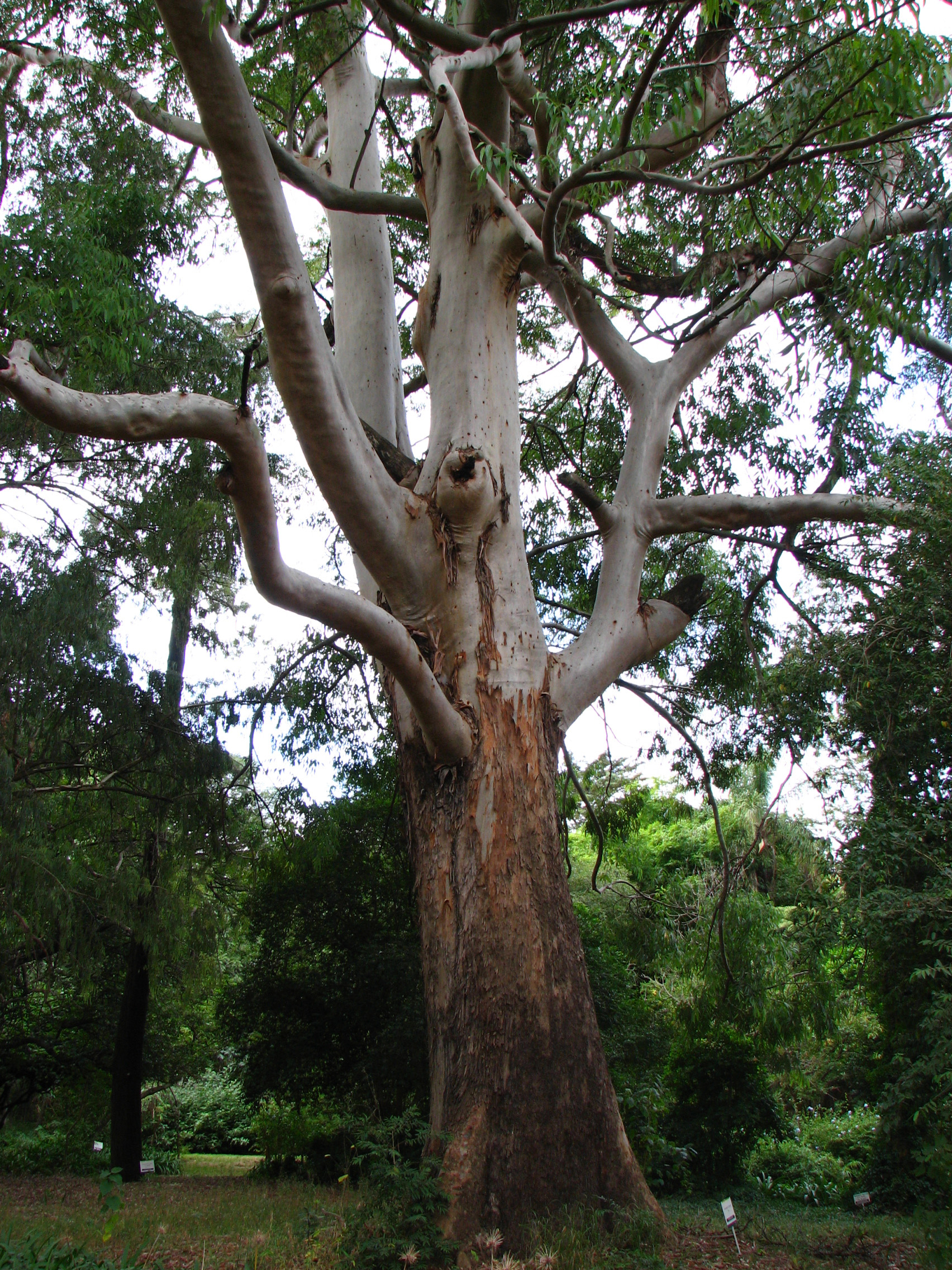